# Het hart eener deerne
Het hart eener deerne is de debuutsingle van Drs. P uit 1967. Diens eerste opnamen verschenen in Nederland echter al in 1958. Het hart is afkomstig van zijn ep Het hart eener deerne en andere tenorliederen van den gevierde Drandus P. Het lied is in Djakarta geschreven toen Heinz Polzer daar copywriter was.
Drs.P mocht het plaatje opnemen, nadat hij was gespot tijdens Shaffy Chantant in het theater De Brakke Grond in Amsterdam. Drs. P liet zich tijdens de opnamen begeleiden door pianist Jan Willem ten Broeke. Die was afkomstig uit het Utrechts studentencabaret en enige tijd de pianist van Gerard Cox. Cox zong op zijn beurt ooit De meisjes van de suikerwerkfabriek van Drs P. De genoemde ep had een “voorwoord” geschreven door Albert Mol.
Het lied gaat over een naïef meisje dat van het platteland naar Amsterdam trekt en daar als prostituée eindigt. Ze blijft zelfs de man die haar in het ongeluk stortte vergeven.
André van Duin heeft het lied in diverse van zijn revues gezongen. Een hit is het nooit geweest.